# Brzeźnica Leśna
Brzeźnica Leśna – wieś w Polsce położona w województwie lubelskim, w powiecie lubartowskim, w gminie Niedźwiada. Leży przy drodze wojewódzkiej nr 815.
Według Narodowego Spisu Powszechnego w 2011 roku zamieszkiwało ją 310 osób. Sołtysem Brzeźnicy Leśnej jest Emila Ostaszewska. W miejscowości, od 1950 roku funkcjonuje jednostka Ochotniczej Straży Pożarnej.
W latach 1975–1998 miejscowość należała administracyjnie do województwa lubelskiego.
Wieś stanowi sołectwo gminy Niedźwiada. Według Narodowego Spisu Powszechnego z roku 2011 wieś liczyła 310 mieszkańców.
Wierni Kościoła rzymskokatolickiego należą do parafii Parafia Najświętszego Serca Jezusowego w Niedźwiadzie.